# Fiestas prehispánicas mexicas
Las Fiestas prehispánicas celebradas en el México prehispánico estaban relacionadas con el calendario, en ciclos de 260 y 365 días, según el calendario azteca. 
En el ciclo de 365 días se realizaban 19 celebraciones en honor a diversas divinidades rectoras de las veintenas. Estas 19 fiestas eran y estaban dedicadas a:
- Atlacahualo (Cesan las aguas) dedicada a los dioses
- Tlacaxipehualiztli (Desollamiento) a Xipe Tótec.
- Tozoztontli (Vigilia pequeña) a Coatlicue y Tláloc.
- Huey tozoztli (Gran vigilia) a Cinteotl.
- Tóxcatl (Sequedad) a Tezcatlipoca.
- Etzalcualiztli (Comida de masa de frijol) a Tláloc.
- Tecuilhuitontli (Fiesta de los señores) a Huixtocíhuatl.
- Huey Tecuílhuitl (Gran fiesta de los señores) a Xilonen.
- Tlaxochimaco (Se hace ofrenda de flores) a Huitzilopochtli.
- Xócotl Huetzi (Cae el fruto) a Xiuhtecuhtli.
- Ochpaniztli (Barrimiento) a Teteo Innan.
- Teotleco (Llegan los dioses) a Tlamatzíncatl.
- Tepeílhuitl (Fiesta de las montañas) a los dioses de la lluvia de las montañas.
- Quecholli (Ave flamenco) a Mixcóatl.
- Panquetzaliztli (Se levantan banderas) dedicada a Huitzilopochtli.
- Atemoztli (Bajada de las aguas) a los Tlaloques.
- Títitl (Estiramiento) a Ilamatecuhtli.
- Izcalli (Resurgimiento) a Xiuhtecuhtli.
- Micailhuitl (Fiesta de los muertos) a Mictecacihuatl.

En el ciclo de 260 días también había fiestas de una o dos deidades cada trece días, donde encontrábamos algunas de las del ciclo de 365 días. Otras celebraciones se realizaban cada 4 u 8 años, y la del Ritual del Fuego Nuevo que se organizaba cada 52 años.